# Grange-over-Sands
Grange-over-Sands, även skrivet Grange-Over-Sands, är en stad och civil parish i Cumbria, England. Orten har 4 835 invånare (2001).